# Stichophthalma le
Stichophthalma le är en fjärilsart som beskrevs av James John Joicey och Talbot 1921. Stichophthalma le ingår i släktet Stichophthalma och familjen praktfjärilar. Inga underarter finns listade i Catalogue of Life.